# Олимп

Н. Майков. «Боги на Олимпе»

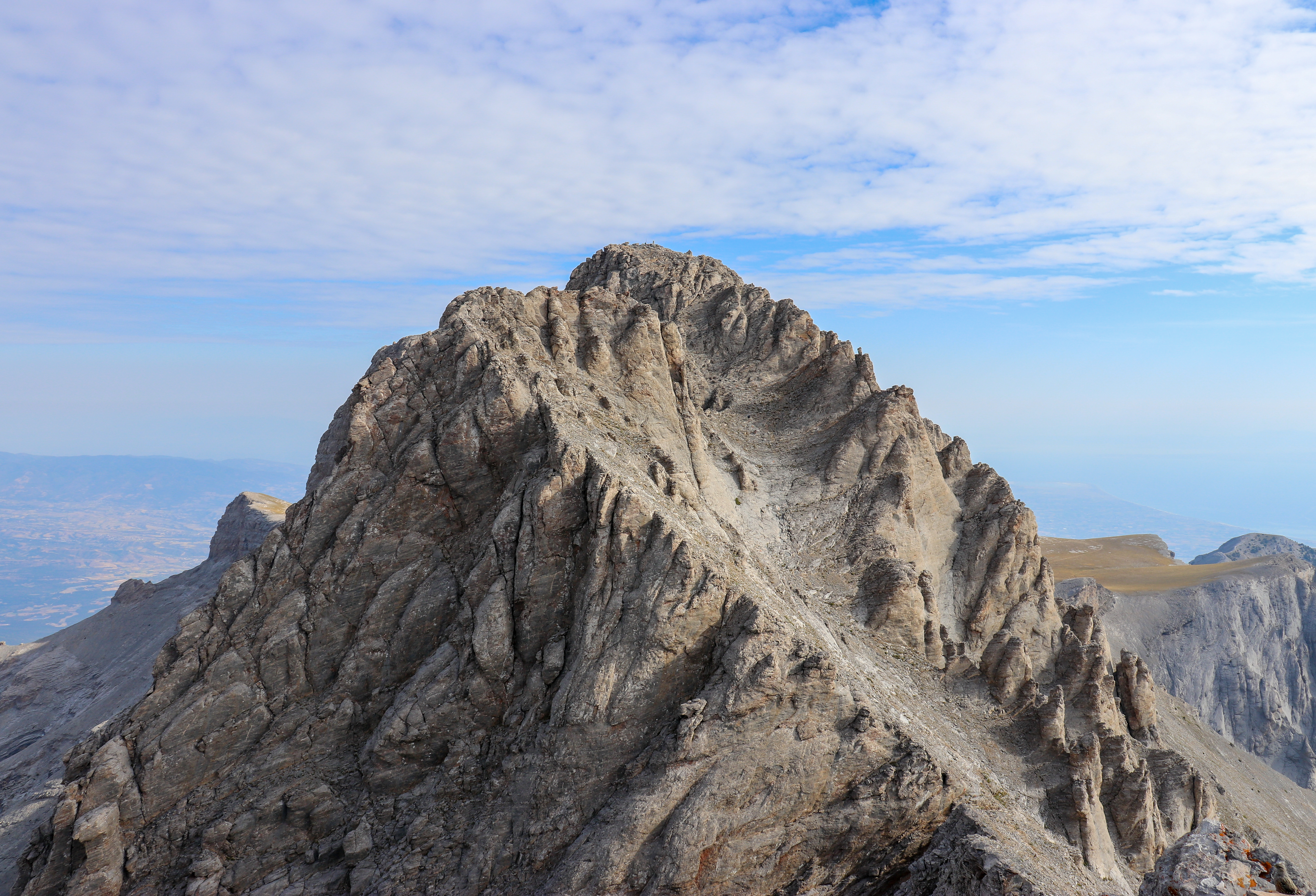
Митикас

3D-модель массива Олимп

Оли́мп (греч. Όλυμπος, МФА: [ˈɔlimbɔs], О́лимбос) — горный массив, полностью находящийся на территории Греции на северо-востоке периферии Фессалия. Самой высокой точкой Олимпа является вершина Митикас (Μύτικας, известен также как Пантеон, Πάνθεον) высотой 2918,8 метра над уровнем моря, высочайшая вершина Греции. Среди других вершин Сколио (Σκολιό, 2912 м), Стефани (Στεφάνι, 2909 м, иногда называется Тронос-Диос, Θρόνος Διός «Трон Зевса»), Скала (2866 м) и Туба (Τούμπα, 2801 м).
В древнегреческой мифологии Олимп считается священной горой, местом пребывания богов во главе с Зевсом. В связи с этим греческих богов часто именуют «олимпийцами». На северном склоне Олимпа находился город-святилище македонян — Дион, то есть город Зевса. В древности Олимп также служил естественной границей Фессалии и Македонии.
Является памятником природы. В 1938 году Олимп вошёл в состав первого в Греции национального парка. Расположенный на территории периферийных единиц Пиерия и Лариса, национальный парк Олимпа характеризуется огромным биоразнообразием. Здесь встречаются около 1700 видов растений, что составляет примерно 25 % от всех видов, встречающихся в Греции, включая 23 эндемика. Фауна представлена 8 видами амфибий, 22 видами пресмыкающихся, 32 видами млекопитающих и 136 видами птиц.

## Восхождение на Олимп
Большинство восхождений начинается из города Литохорона, в котором находится информационный центр для желающих подняться на Олимп. Оттуда можно доехать на такси до пункта «Приония» («Πριόνια»), расположенного на высоте 1100 метров, имеется также пеший маршрут. В Прионии — автостоянка, ночлег возможен в расположенном рядом монастыре Святого Дионисия.
От Прионии пеший маршрут идёт до приюта «Спилиос-Агапитос» (Σπήλιος Αγαπητός, 2100 м), который состоит из гостиницы и зоны для кемпинга, от которого можно подняться до вершины Скала (2866 м), а также других горных приютов. С вершины Скала можно попасть на Сколио (2912 м) и Митикас. Восхождение на Митикас опасно ночью и в плохую погоду, а также требует некоторой физической подготовки.
Первое зафиксированное восхождение было совершено в 1913 году Христосом Какаласом